# Zwergwal
Der Zwergwal, Mink(e)wal oder Hechtwal (Balaenoptera acutorostrata), in Abgrenzung zum Südlichen Zwergwal (B. bonaerensis) auch Nördlicher Zwergwal genannt, ist eine Art der Furchenwale, die in allen großen Weltmeeren, am häufigsten im Nordatlantik und Nordpazifik vorkommt.
Auf der Südhalbkugel gibt es eine Population von Zwergwalen, die nur relativ geringe Körpergrößen erreichen und nicht dem Südlichen Zwergwal zuzurechnen sind. Über die genaue Einordnung herrscht Unklarheit. Möglicherweise handelt es sich um eine Unterart des Zwergwals oder eine bisher unbeschriebene Furchenwalart.

## Merkmale
Für einen Bartenwal ist der Zwergwal mit einer Länge von 6,8 bis 9,8 Metern recht klein – nur der Zwergglattwal ist noch kleiner. Weibchen können bis zu einem halben Meter länger werden als die Männchen. Der Körper ist schlank und stromlinienförmig, die auf dem hinteren Körperdrittel sitzende Finne relativ hoch und sichelförmig. Die Schnauze ist spitz, der Oberkiefer von oben gesehen dreieckig und trägt in der Mitte eine kleine Rostrumleiste. Im Oberkiefer sitzen etwa 300 gelbliche Barten. Die Anzahl der Kehlfurchen, die namensgebend für die Furchenwale sind, liegt bei 50 bis 70.
Der Rücken ist dunkelgraubraun oder fast schwarz, die Seiten blaugrau, der Bauch heller. Der Übergang zwischen dunklem Rücken und den Körperseiten ist wellenförmig und verschwommen. Hinter dem Kopf können sich oberhalb der Flipper einige helle Winkel zeigen. Die dunklen Flipper haben in der Mitte ein weißes Band.
Die auf der südlichen Erdhalbkugel lebende Population bleibt mit einer Maximallänge von 6,8 (Weibchen) bis 7,8 Meter (Männchen) noch kleiner. In der Färbung unterscheidet sie sich geringfügig vom Nördlichen Zwergwal. Ihre weißliche Bauchfärbung erstreckt sich bis über die Flipper und setzt sich als grauer, sichelförmiger, zugespitzter Bogen nach ober bis auf die Rückenseite fort. Vor den Flippern zieht sich ein dunkles Band über die Kehle.

## Verbreitung

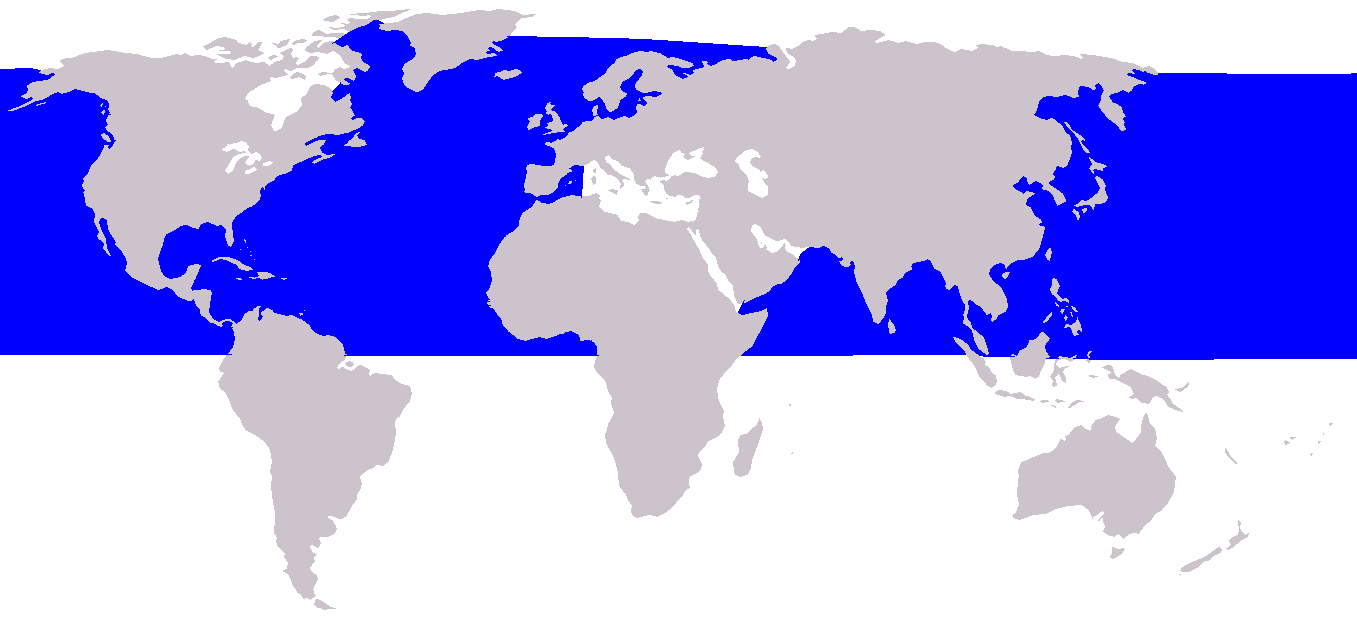
Verbreitungsgebiet der nördlichen Population

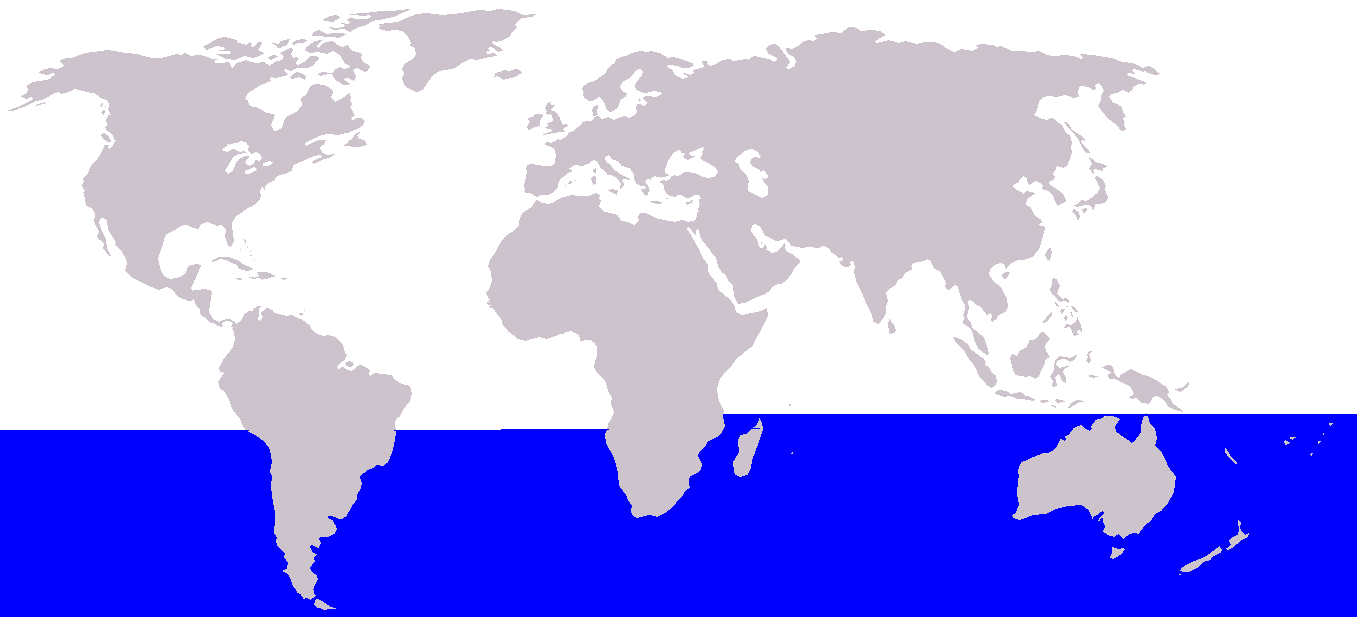
Vermutetes Verbreitungsgebiet der südlichen Population

Der Nördliche Zwergwal kommt auf der Nordhemisphäre der Erde, vor allem im Nordatlantik und Nordpazifik vor. Er lebt sowohl ozeanisch als auch küstennah und dringt auch in Flussmündungen, Buchten und Fjorde vor. Im Winter werden wärmere Gewässer bevorzugt, im Sommer ist die Art auch weiter nordwärts zu finden. Nördliche Zwergwale wandern weiter in den nordpolaren Treibeisgürtel als alle anderen Furchenwale. Die saisonalen Wanderungen sind jedoch unregelmäßig ausgeprägt. Männchen und Weibchen sowie Tiere verschiedener Altersstufen wandern getrennt. Generell wandern Männchen weiter nach Norden und bewegen sich mehr auf der offenen See, während Weibchen die küstennahe Gewässer bevorzugen und weiter im Süden verbleiben.
Die südliche Population kleinerer Zwergwale wird im Atlantik ganzjährig bis zu 7 °S, im Pazifik bis 11 °S gesichtet. Die meisten Sichtungen liegen von der Küste Südafrikas, Australiens und aus dem Indischen Ozean vor. Im Sommer kommen die Tiere im gleichen Gebiet wie der Südliche Zwergwal vor. Die südlichste Sichtung eines Zwergwals dieser Population lag bei 60 °S.

## Lebensweise

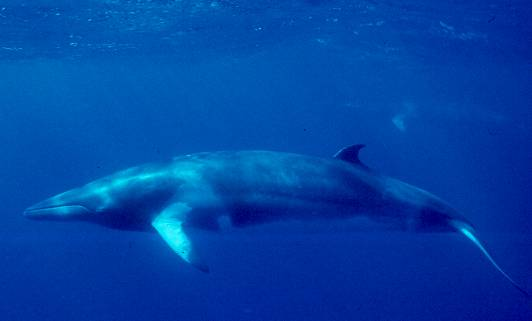
Zwergwal (Balaenoptera acutorostrata)

Der Zwergwal lebt einzeln oder in lockeren Gruppen von 2 bis 3, seltener von 5 bis 15 Tieren. Selten treten in reichen Futtergründen auch große Ansammlungen von bis zu 400 Tieren auf. Er ernährt sich von pelagischen Krebstieren, vor allem von Krill, und von kleinen Schwarmfischen, z. B. von Heringen und Sardinen. Die lange Paarungszeit der Zwergwale reicht von Dezember bis Juni. Die Weibchen gebären wahrscheinlich jährlich, nach einer Tragzeit von 10 bis 11 Monaten, ein Junges. Das Walkalb wird mit einer Länge von 2,4 bis 3,5 Meter und einem Gewicht von etwa 450 kg von Dezember bis Juni vor allem in wärmeren Gewässern geboren und anschließend 4 bis 6 Monate lang gesäugt. Zwergwale werden im Alter von drei bis acht Jahren geschlechtsreif. Ihre Lebenserwartung beträgt wahrscheinlich etwas unter fünfzig Jahre.
Zwergwale sind schnelle Schwimmer, können wie Delfine vollständig aus dem Wasser springen und sind im Unterschied zu anderen Furchenwalen neugierig und nähern sich Schiffen.

## Oberflächenverhalten

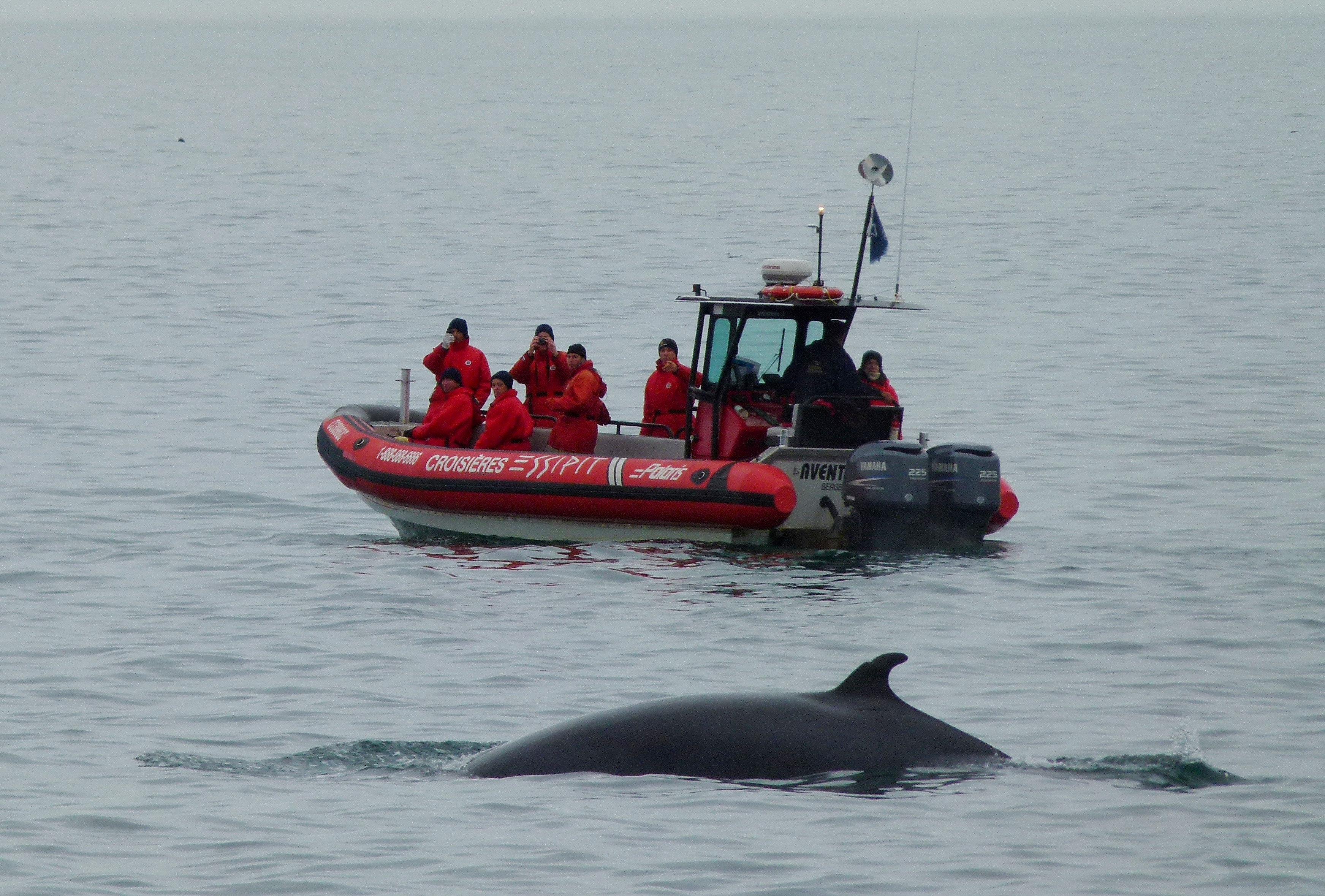
Zwergwal im Sankt-Lorenz-Strom bei Tadoussac, Kanada

Beim Auftauchen der Zwergwale erscheint zunächst der Kopf in einem niedrigen Winkel, dann der Blas. Die Finne wird erst nach dem Verschwinden des Blas sichtbar. Das Abtauchen geschieht mit einer hohen, schnellen Rollbewegung. Vor dem tiefen Tauchen stellt sich der Zwergwal fast senkrecht und zeigt dabei Schwanzstiel und Finne, aber keinen Flukenschlag. Er kann mindestens 15 Minuten tauchen, taucht normalerweise aber nur 6 bis 12 Minuten.
Der Blas steigt senkrecht empor, ist meist weniger als zwei Meter hoch und nur schlecht sichtbar. Der Zwergwal bläst unregelmäßig etwa fünf- bis achtmal in Abständen von weniger als einer Minute. Gegenüber kleinen Booten ist der Zwergwal neugierig.

## Systematik
Der Zwergwal wurde bereits 1804 durch den französischen Naturforscher Bernard Germain de Lacépède beschrieben. In den meisten Veröffentlichungen vor 1990 ging man von einer einzigen, weltweit lebenden Zwergwalart aus, und alle auf der südlichen Erdhalbkugel lebenden Zwergwale wurden als konspezifisch mit der auf der nördlichen angesehen. Seit 2000 registriert das Scientific Committee der International Whaling Commission (IWC) jedoch den Südlichen Zwergwal (B. bonaerensis) als eigenständige Art, die vom Nördlichen Zwergwal und dessen die Südhalbkugel bewohnende noch kleinerer Zwergpopulation getrennt ist. Beide Zwergwalarten bilden wahrscheinlich die Schwestergruppe zu den übrigen Balaenoptera-Arten.

## Walfang und Schutz

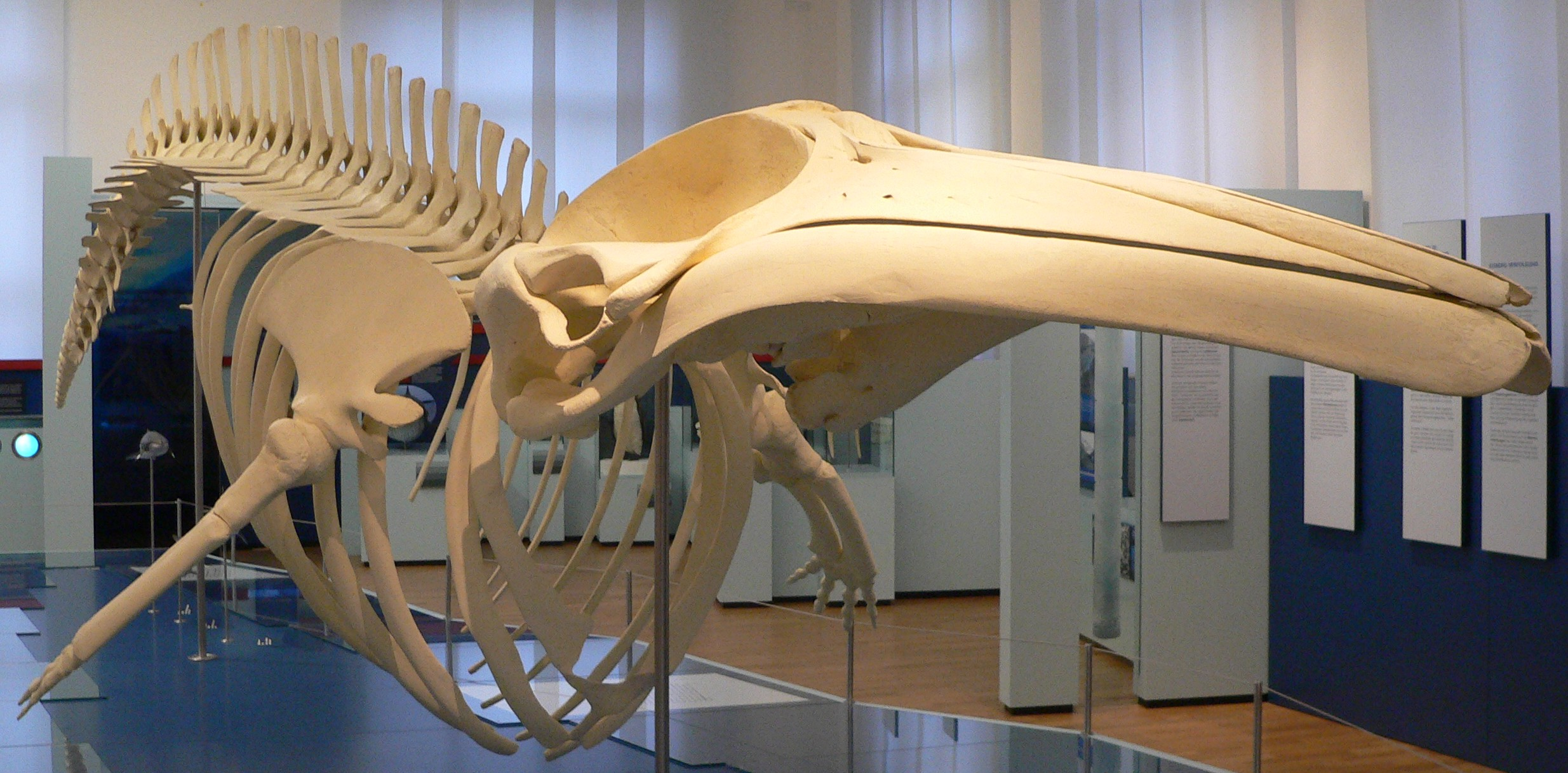
Skelett eines Zwergwals, Museum Koenig, Bonn

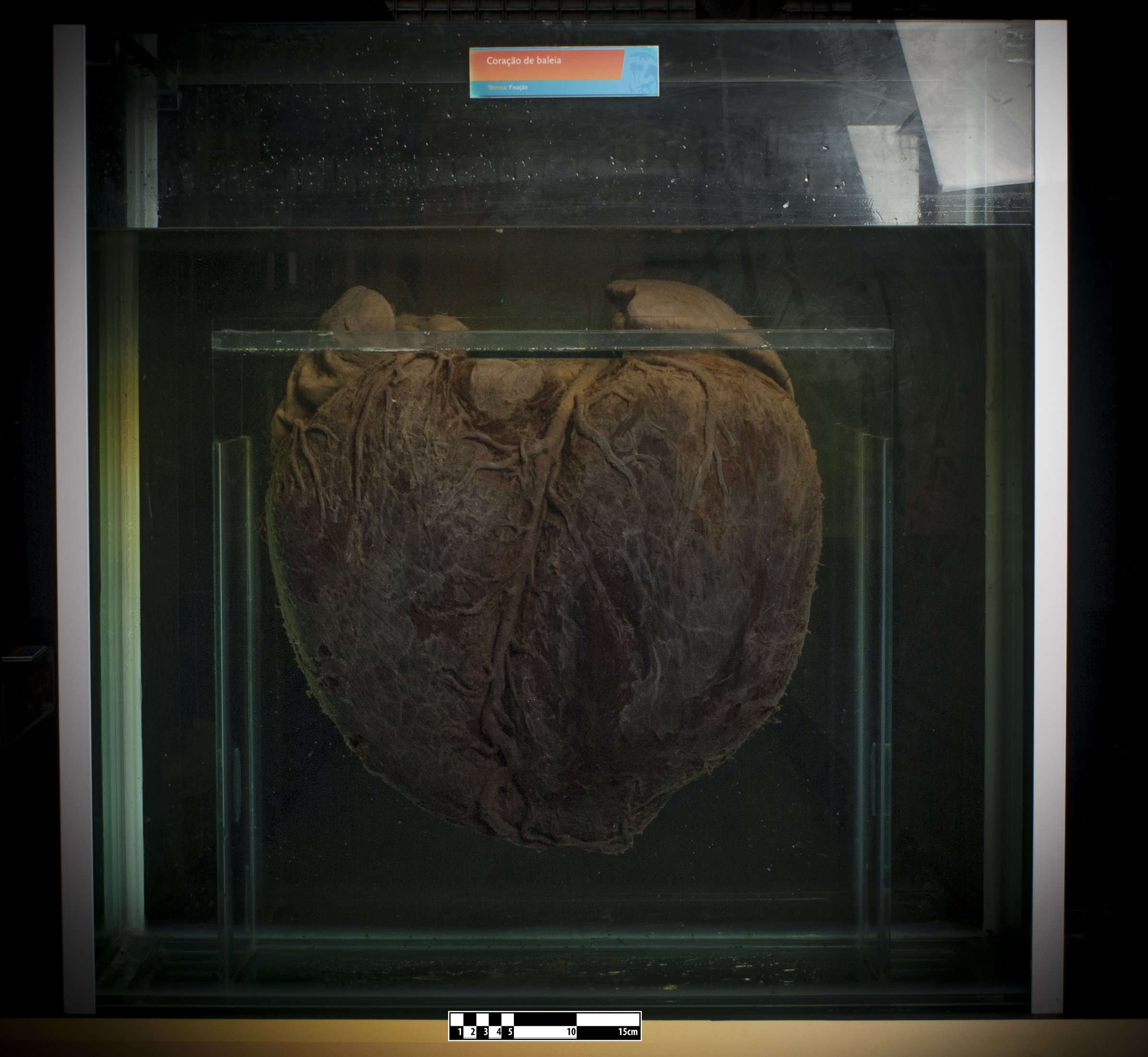
Herz eines Zwergwals (Balaenoptera acutorostrata)

Wegen ihrer geringen Größe und ihrer Zutraulichkeit waren Zwergwale stets einfach zu jagen. Seit dem Mittelalter ist der Walfang auf Zwergwale verbürgt. Aber gerade in der Zeit der großen Walfangschiffe während des 18. und 19. Jahrhunderts wurden Zwergwale weitgehend verschont, da sie als kommerziell weniger wertvoll als die übrigen Großwale galten. So ist dies der einzige Bartenwal, der zur Mitte des 20. Jahrhunderts noch häufig war. Als die Großwale in den 1960er Jahren weitgehend ausgerottet waren, stieg man allerdings auf die Jagd auf Zwergwale um. In der Fangsaison 1976/77 wurden 12.398 Zwergwale getötet. Seit 1985 besteht jedoch ein Walfangmoratorium, das auch für den Zwergwal gilt. Heute (Stand 2014/2015) werden jährlich rund 1200 Zwergwale von drei Ländern gefangen: von Norwegen mit Fangquoten von rund 700 Tieren jährlich sowie von Japan (ca. 300 Tiere jährlich) und Island (ca. 200 Tiere jährlich) zu angeblich wissenschaftlichen Zwecken. Zusätzlich werden in Grönland und Russland einzelne Tiere von indigenen Völkern zu Subsistenzzwecken erlegt.
Japan trat 2019 aus der Internationalen Walfangkommission aus und kann damit wieder legal Zwergwale kommerziell jagen, da diese nicht als gefährdete Art eingestuft werden.
Die weltweite Population wird von der IUCN auf 200.000 ausgewachsene Tiere geschätzt und die Art in der Gefährdungsstufe Least Concern (nicht gefährdet) geführt. Vermutlich hat sich die Population seit der Zeit der intensiven Bejagung erholt, die Schätzungen sind allerdings zu unbeständig, um diese Hypothese zu stützen.

## Weiterführende Literatur
- Mark Carwardine: Wale und Delfine. Delius Klasing, Bielefeld 2008, ISBN 978-3-7688-2473-6 (hochwertiger Führer).
- Ralf Kiefner: Wale & Delfine weltweit. Pazifischer Ozean, Indischer Ozean, Rotes Meer, Atlantischer Ozean, Karibik, Arktis, Antarktis. Jahr Top Special Verlag, Hamburg 2002, ISBN 3-86132-620-5 (Führer der Zeitschrift „tauchen“, sehr detailliert).
- Jochen Niethammer, Franz Krapp (Hrsg.): Handbuch der Säugetiere Europas. Band 6: Meeressäuger. Teil 1A: Wale und Delphine. I: Daniel Robineau, Raymond Duguy, Milan Klima (Hrsg.): Einführung, Monodontidae, Phocoenidae, Delphinidae. AULA-Verlag, Wiesbaden 1994, ISBN 3-89104-559-X (sehr detailliertes Fachbuch).
- Randall R. Reeves, Brent S. Stewart, Phillip J. Clapham, James A. Powell: Sea Mammals of the World. A complete Guide to Whales, Dolphins, Seals, Sea Lions and Sea Cows. A. & C. Black, London 2002, ISBN 0-7136-6334-0 (Führer mit zahlreichen Bildern).
- Maurizio Würtz, Nadio Repetto: Dolphins and Whales. White Star Publishers, Vercelli 2003, ISBN 88-8095-943-3 (Bestimmungsbuch).